# TOMOLAB.〜TOMORROW LABORATORY
『TOMOLAB.〜TOMORROW LABORATORY』（トモラボ トゥモロー・ラボラトリー）は、2021年4月3日からJ-WAVEで放送されているラジオ番組。

## 概要
「明るい未来を一緒に考える研究ラジオ」をコンセプトにしたトーク番組で、毎週土曜 20:00 - 20:54（日本標準時）に放送。
番組は、ナビゲーターがリスナーとともに「身の周りの困りごと」について考え、ゲストの有識者たちからそのような課題の解決に向けての知識・アイデアをもらいながら「明日（未来）を明るくするヒント」を研究していく模様を放送。各回での研究テーマは、リスナーから投稿された「身の周りの困りごと」の中から選ぶこともある。
ラジオを「研究所」「ラボ」に見立てて進行するこの番組は、研究テーマを「イシュー」、ナビゲーターを「チーフ」、ゲストを「フェロー」、そしてリスナーを「リスナーメンバー」と呼んでいる。当初は藤原しおりがチーフ（ナビゲーター）を務めていたが、藤原は2023年9月30日放送分をもって番組を卒業。同年10月7日放送分からは井桁弘恵が務めている。
番組はロジスティードの一社提供で放送。同社の社名が日立物流であった頃には『HITACHI BUTSURYU TOMOLAB.〜TOMORROW LABORATORY』（ひたちぶつりゅう - ）が正式名称になっていたが、2023年4月1日付でロジスティードに社名変更したのに伴い、番組も同日放送分からは『LOGISTEED TOMOLAB.〜TOMORROW LABORATORY』（ロジスティード - ）と題して放送されている。